# Закон Ле Шапелье
Закон Ле Шапелье (фр. Loi Le Chapelier) — закон о запрете стачек и рабочих коалиций, принятый Учредительным собранием Франции 14 июня 1791 года по инициативе якобинца Исаака Рене Ги Ле Шапелье (1754—1794). Действовал до 1864 года. В статье 2 закона указано, что запрет относится и к предпринимателям, но в протокол заседания Собрания включено, что принятый декрет не относится к коммерческим палатам. 
Закон Ле Шапелье препятствовал развёртыванию профсоюзного движения во Франции. В 1864 году был принят закон Оливье[fr], который легализовал право на забастовку, но по-прежнему запрещал объединяться в профсоюзы. Только в 1884 году был принят закон Вальдека-Руссо[fr], который легализовал профсоюзы и окончательно отменил закон Ле Шапелье.